# Пушкари I

Раскопки М. Я. Рудинского. 1933 год

Пушкари I — верхнепалеолитическая стоянка в Новгород-Северском районе Черниговской области Украины. Находится на высоком правом берегу Десны на Пушкарёвском мысу близ села Пушкари в окрестностях города Новгород-Северска, рядом со стоянками Погон и Бугорок (Пушкари IX).
Стоянка имеет радиоуглеродную датировку 20 тыс. лет назад (абсолютные даты в диапазоне от 19 010±220 до 21 000±400 лет) и связывается с максимумом валдайского оледенения (вюрма). Стоянка Пушкари I является более древней, чем соседние ей стоянки — Чулатово II и, вероятно, Мезинская.
В 1938 году на стоянке Пушкари 1 была найдена коронка второго верхнего левого моляра, отличавшегося большими размерами и несколько большей примитивностью строения. Описана М. А. Гремяцким. В 2010 году на территории верхнепалеолитической стоянки Пушкари I был обнаружен зуб, идентифицированный как верхний второй левый премоляр (Р2).
Общий характер кремнёвого инвентаря говорит о том, что стоянка Пушкари являлась стоянкой-мастерской по расщеплению кремня, также как и некоторые верхнепалеолитические памятники Русской равнины: Хотылёво II, Зарайск, Гагарино, Елисеевичи I, Тимоновка I. Инвентарь стоянки Пушкари 1 имеет в Поднепровье сходство только с артефактами со стоянки Клюссы. Среди верхнепалеолитических стоянок Украины стоянка Пушкари I по своему кремнёвому инвентарю стоит особняком, напоминая восточнограветтские стоянки Костёнки I, Борщёво I, Гагарино и Бердыж.
Стоянки Пушкари 1, Межиричская, Добраничевская, Тимоновка 1, Тимоновка 2, Супонево, Ю́диново, Гонцы, Киевокирилловская, Мезинская, Радомышль, Бердыж, Авдеевская и Хотылёво 2 образуют Днепро-Деснинский район охотников на мамонтов. Пушкари I входит в состав Новгород-Северского палеолитического района вместе со стоянками Новгород-Северская, Чулатово (Чулатово), Мезин, Бужанка.